# Semaoun
Pour les articles homonymes, voir Semaoun (homonymie).
Smaoun ou Smaoune (en kabyle : Semɛun) est une commune algérienne de la wilaya de Béjaïa, dans la région de Kabylie. Elle fait partie de la daïra d'Amizour.

## Géographie

### Situation
Située sur la rive sud de la vallée de la Soummam. Elle est délimitée du côté Nord par El Kseur et Fenaïa Ilmaten, à l'Est par Amizour et Ferraoun, au Sud par Ith Djellil et à l'Ouest par Timezrit.
|          | Fenaïa Ilmaten, El-Kseur |         |
| Timezrit | Smaoun                   | Amizour |
|          | Ath Djellil, Ferraoun    |         |

### Transports
La commune de Smaoun est desservie par les lignes suivantes (Smaoun-El Kseur, Smaoun-Béjaia et Smaoun- Amizour ou Beni Djelil – El Kseur et Beni-Djelil – Béjaïa) dont les plages horaires sont réparties de 5h30 du matin jusqu'à 18h, pour toutes les saisons.
Le transport public est assuré par des transporteurs privés agréés par la direction des transports de la wilaya de Béjaïa.

### Lieux-dits, quartiers et hameaux
Outre son chef-lieu Semaoun-centre, la commune de Semaoun est composée, lors de sa création en 1984 dans ses limites actuelles, des localités suivantes : Tala N'Tmacinte,domaine Brahmi Ex Douja;Tissa, Tizi, Agourbi, Tabelout, El Ghava, Tagroudja, Tighremst, Tighilt n'tafukt, Takourabth, tibeloutine , Tamrijth, Tighilst Idjissene, Akhrib Ouchène, Ighil N'Boua, Tidjafarth, Laâzib, Anoughri, Bouadni, Tiyerth Ouadnène, Atmos Igaallal, Sidi Ali Oussalem, Tiguert N'Tiline, Aourir, Taourirt, Tighilt Sanhadja, Boualoun, Sidi Ahmed El Madjdoub, Bessal, S'Biha, Lamsala et thiskimine.

## Histoire
La commune de Smaoun est composée de deux Âarch (tribus) :
- Âarch Iznayen ou Tizi Sanhadja : Composé de plusieurs villages : Semaoun (centre), Tighilt Sanhadja, El Ghana, Tizi, Agourbi, Tagma, Boualoun, Sidi Ahmed El Madjdoub, Tissa, Tagroudja, Tighremt et S'biha.

Les deux villages voisins, Tagroudja et Tissa ont été détruits par l'armée française en 1957 et reconstruits par leurs habitants
- Âarch Idjissen ou Tizi Adjissa : Composé de plusieurs villages : Aourir, village presque abandonné, le plus haut (750 m). Il se trouve au sommet d'un cône dont le flanc sud-est est percé en deux ou trois endroits par des galeries d'une ancienne mine.

Trois autres villages : Tighilt Adjissa, Taourirt et Takourabt se trouvent au pied du cône où se trouvait la zaouïa des marabouts de Sidi El Djoudi aujourd'hui presque disparue. Plus au sud se trouvent d'autres villages : Ighil N'Boua qui a gardé son aspect d'antan, Bouadni, un groupe de villages au milieu d'une oliveraie malheureusement mal entretenue pour cause d'émigration de ses enfants.
Un nouveau village, Bessal, autrefois terrain vague et Sidi Ali Oussalem où se trouve l'annexe de la mairie et de la poste ainsi que les écoles primaires et un tout nouveau C E M. Les deux Âarch sont dépourvus d'industrie mis à part une Unité de fabrication de jus et boissons gazeuses(FRUICADE) appartenant à une vieille famille d'investisseur issue du village de "TISSA"; ainsi que la présence de quelques artisans et épiciers.